# Noondoto
Noondoto ist ein Verwaltungsbezirk (Ward) des Distrikts Longido in der tansanischen Region Arusha.

## Geografie
Noondoto liegt im Norden von Tansania, etwa 60 Kilometer nordwestlich der Regionshauptstadt Arusha. Es grenzt im Norden an Eleng'atadapash und Kitumbeine, im Osten an Engikaret, im Süden an Mfereji und im Westen an Engaruka.
Der Bezirk hat eine Fläche von 318 Quadratkilometern. Bei der Volkszählung 2022 lebten hier 5808 Menschen in 1342 Haushalten.

## Gliederung
Gelai Lumbwa besteht aus zwei Gemeinden (Mtaa) mit vier Orten (Kitongoji):
| Noondoto - Ingutot - Naamalasin | Engusero - Noondemwa - Olchurai |

## Wirtschaft und Infrastruktur
- Gesundheit: In Noondoto gibt es eine staatliche Apotheke.[8]